# Еррамельюрі
Еррамельюрі (ісп. Herramélluri) — муніципалітет в Іспанії, у складі автономної спільноти Ла-Ріоха. Населення — 94 осіб (2009).
Муніципалітет розташований на відстані близько 240 км на північ від Мадрида, 47 км на захід від Логроньйо.

## Демографія
Динаміка населення (INE ):

## Галерея зображень

Розташування муніципалітету
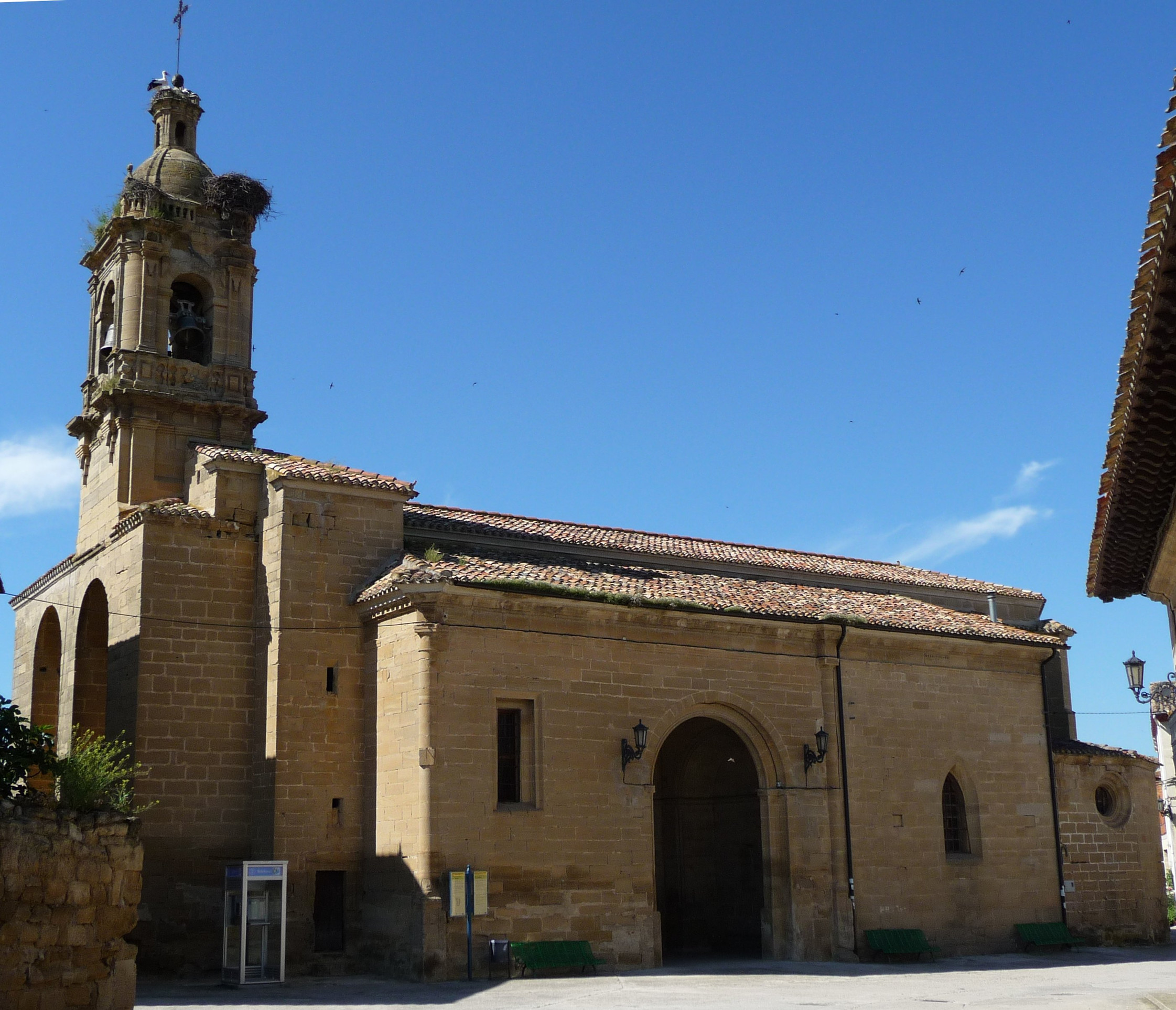
Парафіяльна церква Сан-Естебан